# Prosopidopsylla flava
Prosopidopsylla flava är en insektsart som beskrevs av Burckhardt 1987. Prosopidopsylla flava ingår i släktet Prosopidopsylla och familjen rundbladloppor. Inga underarter finns listade i Catalogue of Life.